# ريك آدامز (مقدم تلفزيوني)
ريك آدامز (بالإنجليزية: Rick Adams)‏ هو مقدم تلفزيوني بريطاني، ولد في 16 أكتوبر 1971.

## وصلات خارجية
- الموقع الرسمي
- ريك آدامز على موقع IMDb (الإنجليزية)
- ريك آدامز على موقع قاعدة بيانات الفيلم (الإنجليزية)